# Dalwigk (Korbach)
Koordinaten: 51° 15′ 4″ N, 8° 53′ 55″ O
Dalwigk ist eine Dorfwüstung in der Gemarkung von Korbach im nordhessischen Landkreis Waldeck-Frankenberg. Das Dorf wurde 1624 im Dreißigjährigen Krieg zerstört und nicht wieder aufgebaut.

## Geographische Lage
Der Ort lag auf etwa 350 m über NHN rund 3 km südsüdöstlich von Korbach unmittelbar westlich der Bundesstraße 252 und östlich der Kreisstraße K 25 (Frankenberger Landstraße) und der Bahnstrecke Korbach–Frankenberg.

## Erinnerung
Die Ruine der Dorfkirche am Bickeberg, zwischen dem Krollsberg, auch „Müllers Berg“ genannt, im Süden der Stadt und dem Dalwigker Holz, war noch 1868 sichtbar. Unweit oberhalb dieser Stelle befindet sich ein Gedenkstein mit der Inschrift: „Hier lag das Dorf Dalwigk 1036 bis 1624“. In der Nähe der ehemaligen Kirche wurde ein romanisches Kruzifix gefunden, von dem sich ein Abguss im Heimatmuseum Korbach befindet.
Die vom Altstädter Marktplatz nach Südosten aus Korbach hinausführende Dalwigker Straße, das Dalwigker Holz, ein Waldstück und FFH-Gebiet zwischen Korbach und Meineringhausen östlich der Wüstung und der B 252, die dort inmitten des Waldes stehende Dalwigker Warte und die am Südwestrand des Dalwigker Holzes befindliche Dalwigker Höhle erinnern ebenfalls noch an das verschwundene Dorf.

## Geschichte
Der Ort erscheint seit seiner Ersterwähnung als „Dalwic“ im Jahre 1036 in späteren historischen Dokumenten unter leicht wechselnden Bezeichnungen: „Dalewig“ (1126), „Dalewich“ (1254), „Talwich“ (1254), „Dalwyg“ (1312), „Dalewich“ (1332, 1348), „Dalwygh“ (1451) und „Dalwig“ (um 1500).
Der Ort wurde 1036 als Vorwerk des Hofes Korbach bezeichnet, als Bischof Meinwerk von Paderborn dessen Zehnten dem Kloster Busdorf schenkte. Im Jahre 1126 wurde er dann als villa bezeichnet, als Abt Erkenbert von Corvey bekundete, sein Kloster habe von den Schwestern Riclinde und Frederun von Itter, Nichten und nächste Erbinnen des 1123 verstorbenen Edelherrn Folkmar von Itter, den von ihrem Onkel geerbten Allodialbesitz an der Burg und der Herrschaft Itter, darunter auch drei Hufen in Dalewig, durch Lehensauftragung erworben.
Im Jahre 1127 wird das in dem Ort ansässige edelfreie Geschlecht der Herren von Dalwigk erstmals genannt. 1254 erwarben die Herren von Löwenstein Lehnsgüter derer von Dalwigk im Ort, und noch im Jahre 1470 besaß Werner von Löwenstein-Westerburg ein als Lehen ausgegebenes Gut in Dalwigk. Die Dalwigk hatten noch im 14. Jahrhundert den Zehnten zu Dalwigk von den Grafen von Waldeck zu Lehen, teilten sich jedoch um die Wende zum 14. Jahrhundert in zwei Zweige, die ihre Wohnsitze ab 1297 als Waldecker Lehnsmannen auf die Burg Lichtenfels bzw. als kurmainzische Ministeriale auf die ihnen zunächst, wohl 1314/15, als Pfandbesitz, dann ab 1332 als Erbburglehen gehörige Schauenburg verlegten und östlich unterhalb der Burg einen Hof anlegten, der zur Keimzelle des oberhalb des heutigen Dorfs Hoof wurde.
Ab 1312 erlangte das Kloster Bredelar schrittweise erheblichen Grundbesitz und Zehnteinkünfte in Dalwigk. Zunächst verkauften ihm die Herren von Eppe ihre Erbpachtgüter in Dalewygk. Zwei Jahre später, 1314, überließ das Stift St. Cyriacus in Geseke gegen eine jährliche Rente seine Güter in Dalwigk mit allen Rechten dem Kloster Bredelar zu dauerndem Besitz. 1323 verzichteten die Eheleute Vozeken auf ihre Rechte an Gütern des Klosters Bredelar in Dalwigk. Ab 1369 erwarb das Kloster Bredelar Teile des Zehnten in Dalwigk, das nunmehr als Dorf bezeichnet wurde. 1369 verkaufte der Korbacher Bürger Dietrich Tedesalt dem Kloster seinen achten Anteil am Zehnten zu Dalwigk und der Bredelarer Küster Heydolf überließ dem Kloster Einkünfte aus dem Zehnten zu Dalwigk. 1372 verkauften die Brüder Meyer dem Kloster den vierten Teil ihres von den Herren von Dalwigk zu Lehen gehenden Zehnten im Dorf. 1379 verzichteten die Eheleute Engar gegenüber dem Kloster auf den Zehnten zu Dalwigk. 1403 überließen die Grafen von Waldeck dem Kloster als Seelgerät je einen halben Zehnten zu Dalwigk und zu Elle, der Priester Siegfried Knevel verkaufte dem Kloster sein Achtel des Zehnten zu Dalwigk, das er als Lehen von den Herren von Elle hielt, und die Herren von Dalwigk verkauften dem Kloster den halben Zehnten zu Dalwigk. 1404/05 verkauften die von Dalwigk dem Kloster zusätzlich 1/16 des Zehnten zu Dalwigk. 1449 übertrugen die Korbacher Eheleute Armborster dem Kloster Land in Dalwigk. 1583 verkaufen die Brüder Winter mit Einverständnis des Waldecker Grafen dem Kloster anderthalb Teile aus dem Zehnten zu Dalwigk für 364 Gulden. 1728 erneuerte Fürst Karl August Friedrich von Waldeck und Pyrmont die Belehnung des Klosters mit 3/8 des Zehnten zu Dalwigk, eine 1766 und 1791 jeweils erneuerte Belehnung. Der Zehnt wurde in der Form von Naturaleinkünften geliefert, und das Kloster verkaufte mehrfach Kornrenten aus dem Zehnten zu Dalwigk, um an Geld zu kommen, wie es z. B. für 1514, 1518 und 1519 beurkundet ist.
Neben dem Kloster Bredelar hatten verschiedene Niederadelsgeschlechter und auch vermögende Korbacher Bürger, letztere oft auf Grund von Verpfändungen, Grundbesitz oder Zehntrechte in Dalwigk, wobei diese Rechte meist von den Herren von Itter (bis 1356/57) bzw. den Waldecker Grafen (ab 1359) zu Lehen waren und das Kloster Corvey das Oberlehnsrecht innehatte. So hatten im 14. Jahrhundert die von Rhena, die von Erminghausen, die von Büdefeld und Johann Slechtrime Güter in Dalwigk als waldeckische Lehen und die Korbacher Patrizierfamilie Teddesalz hielt 1367 ein Gut in Dalwigk als Lehen derer von Itter. Im 15. Jahrhundert sind Johann Silbern aus Lichtenfels und Johann Frigenhagen als Besitzer des großen Hofs in Dalwigk bezeugt. Auch die Herren von Viermund waren zeitweise Hofbesitzer im Ort: 1432 verkauften sie einen Hof daselbst, und 1494 belehnte Philipp von Viermund die Korbacher Bürger Schmallenberg mit einem Hof in Dalwigk. Ab 1497 war ein Zweig der aus Bromskirchen stammenden ritterbürtigen Familie von Winter in Dalwigk ansässig und auch mit einem Viertel des Zehnten belehnt. Die Herren von Dalwigk selbst hatten noch im 16. Jahrhundert ein Lehnsgut im Ort, das an die Familie Kalben weiterverlehnt war.
Nach der Zerstörung des Dorfs während des Dreißigjährigen Kriegs im Jahre 1624 wurde es aufgegeben und seine Feldmark wurde von Korbach aus bewirtschaftet.